# Mônaco nos Jogos Olímpicos de Inverno de 1988
Mônaco competiu nos Jogos Olímpicos de Inverno de 1988 em Calgary, Canadá.

## Resultados e atletas por Evento

### Bobsleigh
| Atleta          | Evento          | Tempo         | Posição |
| --------------- | --------------- | ------------- | ------- |
| Albert Grimaldi | Dupla masculina | 4:02.47       | 25      |
| Gilbert Bessi   | Dupla masculina | 4:02.47       | 25      |
| David Tomatis   | Dupla masculina | Não completou |         |

### Esqui alpino
Men
| Atleta         | Evento         | Tempo   | Posição |
| -------------- | -------------- | ------- | ------- |
| Fabrice Notari | Slalom Gigante | 2:52.15 | 64      |
| Fabrice Notari | Super G        | 2:11.73 | 54      |